# Jun'ya Tanaka
Jun'ya Tanaka (田中 順也?, Tanaka Jun'ya; Tokyo, 15 luglio 1987) è un ex calciatore giapponese, di ruolo attaccante.

## Carriera

### Club
Fa il suo esordio nel calcio professionistico con la maglia dei Kashiwa Reysol. Nella partita contro l'Auckland City Football Club, valida per il play-off per i quarti di finale della Coppa del mondo per club FIFA 2011, realizza il primo dei due gol che permettono la vittoria e il passaggio del turno alla sua squadra.
Il 29 giugno 2014 viene acquistato dallo Sporting Lisbona, che inserisce sul suo contratto di durata quinquennale una clausola rescissoria record da 60 milioni di euro.

### Nazionale
Ha esordito con la nazionale giapponese il 24 febbraio 2012 nell'amichevole vinta per 3-1 contro l'Islanda.

## Statistiche

### Cronologia presenze in nazionale
| Cronologia completa delle presenze e delle reti in nazionale ― Giappone | Cronologia completa delle presenze e delle reti in nazionale ― Giappone | Cronologia completa delle presenze e delle reti in nazionale ― Giappone | Cronologia completa delle presenze e delle reti in nazionale ― Giappone | Cronologia completa delle presenze e delle reti in nazionale ― Giappone | Cronologia completa delle presenze e delle reti in nazionale ― Giappone | Cronologia completa delle presenze e delle reti in nazionale ― Giappone | Cronologia completa delle presenze e delle reti in nazionale ― Giappone |
| Data                                                                    | Città                                                                   | In casa                                                                 | Risultato                                                               | Ospiti                                                                  | Competizione                                                            | Reti                                                                    | Note                                                                    |
| ----------------------------------------------------------------------- | ----------------------------------------------------------------------- | ----------------------------------------------------------------------- | ----------------------------------------------------------------------- | ----------------------------------------------------------------------- | ----------------------------------------------------------------------- | ----------------------------------------------------------------------- | ----------------------------------------------------------------------- |
| 24-2-2012                                                               | Osaka                                                                   | Giappone                                                                | 3 – 1                                                                   | Islanda                                                                 | Amichevole                                                              | -                                                                       | 46’                                                                     |
| 5-9-2014                                                                | Sapporo                                                                 | Giappone                                                                | 0 – 2                                                                   | Uruguay                                                                 | Amichevole                                                              | -                                                                       | 76’                                                                     |
| 9-9-2014                                                                | Yokohama                                                                | Giappone                                                                | 2 – 2                                                                   | Venezuela                                                               | Amichevole                                                              | -                                                                       | 75’                                                                     |
| 14-10-2014                                                              | Singapore                                                               | Giappone                                                                | 0 – 4                                                                   | Brasile                                                                 | Amichevole                                                              | -                                                                       | 70’                                                                     |
| Totale                                                                  |                                                                         | Presenze                                                                | 4                                                                       |                                                                         | Reti                                                                    | 0                                                                       |                                                                         |

## Palmarès

### Club

#### Competizioni nazionali
- J2 League: 1

Kashiwa Reysol: 2010
- Campionato giapponese: 1

Kashiwa Reysol: 2011
- Supercoppa del Giappone: 2

Kashiwa Reysol: 2012
Vissel Kōbe: 2020
- Coppa dell'Imperatore: 2

Kashiwa Reysol: 2012
Vissel Kōbe: 2019
- Coppa di Portogallo: 1

Sporting Lisbona: 2014-2015
- Supercoppa di Portogallo: 1

Sporting Lisbona: 2015